# العراب (مسلسل)
العراب مسلسل سوري  من إنتاج شركة «سما الفن» الإماراتية. يتكون من ثلاثة أجزاء وتصل عدد حلقاته إلى 90 حلقة، وهو من تأليف حازم سليمان ومن إخراج المثنى صبح، الذي بدأ بتصوير مشاهد الجزء الأول من المسلسل في دمشق قبل أن ينتقل إلى بيروت ومن ثم أبوظبي التي ستشهد تصوير معظم المشاهد.
مسلسل العراب هو النسخة العربية عن الفيلم العالمي الشهير The godfather الذي قدم قبل ما يزيد عن 40 سنة من بطولة كل من مارلون براندو وآل باتشينو على التوالي حيث اعتبر فيلم «العراب» أفضل فيلم على مستوى العالم بكافة أجزائه، كما أنه نال العديد من الجوائز والتكريمات وحقق أرباحاً قياسية في تلك الفترة.
شارك في تمثيل مسلسل العراب بنسخته العربية ما يزيد عن 55 ممثل من سوريا أبرزهم عابد فهد وقصي خولي وسلوم حداد وسلافة معمار ونسرين طافش وعبد المنعم عمايري وسامر اسماعيل وصفاء سلطان والعديد من نجوم سوريا المعروفين، وقد رصدت له ميزانية ضخمة لتلبي كل مستلزمات الصورة الراقية.

## طاقم العمل
- المثنى صبح المخرج
- سلوم حداد بدور العرّاب (مختار المختار) Don Vito Corleone
- عبد المنعم عمايري بدور حازم ابن العراب Tom Hagen
- عاصي الحلاني بدور ورد أبن العرّاب Sonny Corleone
- سامر إسماعيل بدور ادم ابن العرّاب Michael Corleone
- مصطفى الخاني بدور كريم ابن العرّاب Fredo Corleone
- نسرين طافش بدور ريم حبيبة ادم الثانية Apollonia Vitelli
- سلافة معمار بدور تالا حبيبة ادم الأولى Kay Adams
- كندة حنا بدور ربا زوجة ورد Sandra Corleone
- صفاء سلطان بدور لميس بنت العرّاب Connie Corleone
- ضحى الدبس بدور امل زوجة العرّاب Carmela Corleone
- محمود نصر بدور فارس زوج لميس Carlo Rizzi
- رفيق علي أحمد بدور رشيد عدو مختار
- طوني عيسى بدور سامر شقيق ربا
- داليدا خليل بدور لانا زوجة حازم السابقة
- روعة السعدي بدور امل في عمر الشباب
- أنس طيارة بدور مختار في عمر الشباب
- مرح جبر بدور وفاء عشيقة مختار الكبرا